# Chroom(VI)peroxide
Chroom(VI)peroxide (ook wel chroomoxide-peroxide genoemd) is een onstabiel peroxide van chroom, met als brutoformule CrO5.

## Synthese
Chroom(VI)peroxide kan bereid worden door waterstofperoxide toe te voegen aan een zure chromaat-oplossing, bijvoorbeeld natriumchromaat:
{\displaystyle {\ce {Na2CrO4 + 2H2O2 + 2H+ -> CrO5 + 3H2O + 2Na+}}}
De over het algemeen gele chromaten worden dan donkerblauw tot bruin van kleur, wat wijst op de vorming van chroom(VI)peroxide. Na amper een paar seconden wordt de oplossing groen, omdat de onstabiele chroom(VI)-verbinding gereduceerd wordt tot stabielere chroom(III)-verbindingen:
{\displaystyle {\ce {2CrO5 + 7H2O2 + 6H+ -> 2Cr^3+ + 10H2O + 7O2}}}
In tegenstelling tot het grootste deel van de reacties van de stof, treedt waterstofperoxide in deze reactie als reductor en niet als oxidator op.

## Derivaten
De verbinding kan gestabiliseerd worden door complexvorming van pyridine of bipyridine. Deze verbindingen zijn zeer effectieve oxidatoren, die gebruikt worden in de organische chemie.